# 關大成
關大成（1909年9月6日—1988年4月29日），字秩秋。安東省鳳城縣人。民國37年（1948年）在安東省選區當選第一屆立法委員。

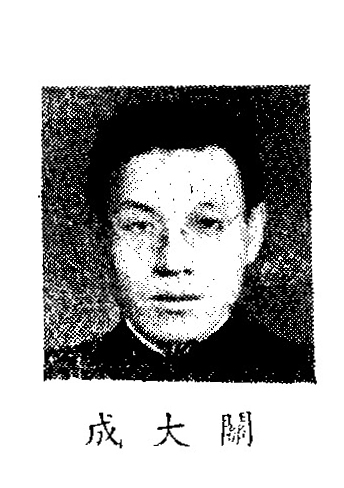
制憲國民大會代表

## 生平[3][4][5][6][7][8]
- 國立東北大學經濟系畢業
- 革命實踐研究院第二十二期結業暨聯戰班第五期結業
- 本溪縣縣長、撫順市市長、本溪湖市市長
- 北平市黨部東大直屬區分部執行委員
- 東北黨務辦事處總幹事
- 抗戰時期駐平津東北黨務代表
- 華北宣傳處組長
- 黑龍江省黨部委員兼書記長
- 興安省黨部主任委員
- 制憲國大代表
- 立法院立法委員
- 民國77年4月29日病逝[9]